# هارتفرد (اوهایو)
هارتفرد (به انگلیسی: Hartford) یک منطقهٔ مسکونی در ایالات متحده آمریکا است که در شهرستان لیکینگ، اوهایو واقع شده‌است. هارتفرد ۱٫۳۹ کیلومتر مربع مساحت و ۳۹۷ نفر جمعیت دارد و ۳۵۸٫۱۴ متر بالاتر از سطح دریا واقع شده‌است.